# Nothria africana
Nothria africana är en ringmaskart som först beskrevs av Augener 1918.  Nothria africana ingår i släktet Nothria och familjen Onuphidae. Inga underarter finns listade i Catalogue of Life.